# 布古利馬州
布古利馬州（俄语：Бугульми́нская область）是蘇聯俄羅斯蘇維埃聯邦社會主義共和國韃靼斯坦蘇維埃社會主義自治共和國屬下的一個州。首府布古利馬。另轄18縣。
1953年2月21日成立，作為在較大的自治共和國中建州的嘗試，但由於計劃證實失敗，1953年4月30日被撤銷。